# Elvis
Elvis – imię męskie pochodzące od staroangielskiego Eall-wis, czyli mądrego. Staroangielskie akcentowane „a” często przechodzi w „e”, a więc Alvis → Elvis. Czasami w wyjaśnieniach etymologii imienia alternatywne podaje się, że pochodzi ono od nazwiska Elwes, a wiążąc ją z nazwą Alwyn.

## Osoby o tym imieniu
- Elvis Abbruscato – włoski piłkarz
- Elvis Brajković – chorwacki piłkarz
- Elvis Costello – brytyjski muzyk rockowy i kompozytor
- Elvis Kafoteka – malawijski piłkarz
- Elvis Marecos – paragwajski piłkarz
- Elvis Martínez – wenezuelski piłkarz
- Elvis Presley – rock'n'roll'owy piosenkarz amerykański
- Elvis Stojko – kanadyjski łyżwiarz figurowy

## Zobacz
- Elvis (film 2022)